# Trachelyopterus jokeannae
Trachelyopterus jokeannae és una espècie de peix de la família dels auqueniptèrids i de l'ordre dels siluriformes. Va ser descrit el 1961 per l'ictiòleg neerlandès Jacob J. Hoedeman.